# Окуловская-2
Окуловская-2 — деревня в Вожегодском районе Вологодской области.
Входит в состав Вожегодское городское поселение, с точки зрения административно-территориального деления — в Вожегодский сельсовет.
Расстояние до районного центра Вожеги по автодороге — 9 км. Ближайшие населённые пункты — Оносиха, Еленская, Бакланово, Родионовская.
По данным переписи в 2002 году постоянного населения не было.